# Маморе (футбольний клуб)
«Маморе» (порт. Mamoré) — бразильський футбольний клуб, який базується в місті Патос-де-Мінас, штат Мінас-Жерайс. Заснований у 1949 році.